# Gail Borden

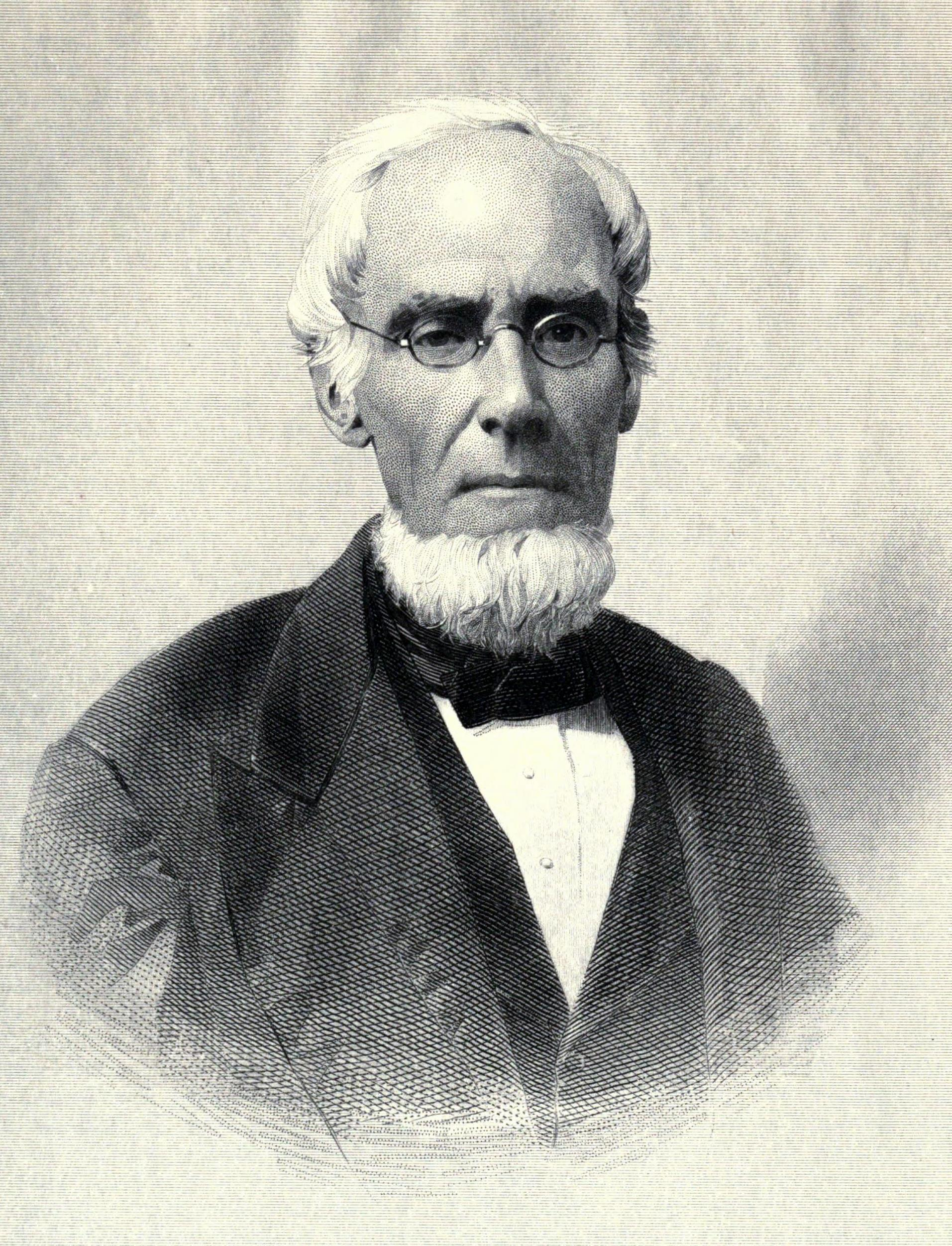
Gail Borden

Gail Borden, Jr. (* 9. November 1801 in Norwich, New York; † 11. Januar 1874 in Borden) war ein US-amerikanischer Landvermesser, Zeitungsverleger, Erfinder und Unternehmer.
Er ist heute vor allem dafür bekannt, als erster ein industrielles Verfahren zur Herstellung von Kondensmilch entwickelt zu haben. Das Patent zu diesem Verfahren wurde am 19. August 1856 erteilt. In New York gründete er Ende 1856 die Firma New York Condensed Milk Company zur Vermarktung des Produktes. Diese besteht heute unter der Bezeichnung Borden Milk Products LP nach wie vor als US-amerikanisches Unternehmen.

## Leben
Gail Borden, Jr. kam in Norwich, New York als Sohn des Pioniers und Landbesitzers Gail Borden und seiner Frau Philadelphia Wheeler zur Welt. Einzelheiten seiner Kindheit sind nicht bekannt, seine Familie lebte jedoch zeitweise in den US-Bundesstaaten Kentucky und Indiana. Seine einzige formelle Schulbildung erhielt Borden in Indiana, als er 1816 und 1817 eine Schule für Landvermessung besuchte. Im Bundesstaat Mississippi arbeitete er danach als Landvermesser und Lehrer. 1828 heiratete er Penelope Mercer, mit der er 16 Jahre bis zu ihrem Tode verheiratet war. Das Ehepaar hatte sechs gemeinsame Kinder. Danach heiratete er eine Witwe mit mehreren Kindern.
1829 zog Borden mit seiner Familie nach Texas und gründete sechs Jahre später gemeinsam mit einem seiner Brüder eine Zeitung, verkaufte seinen Anteil aber daran 1837. Borden war außerdem an der Formulierung der ersten Entwürfe zur texanischen Verfassung beteiligt. Unter Sam Houston arbeitete er als Zollinspektor des Hafens von Galveston.

### Hartkeks mit Fleisch
Als jemand, der weite Distanz durch unerschlossenes Land gereist war, kannte Borden den Bedarf an Nahrungsmitteln, die einfach zu transportieren waren und die nicht verdarben. Sein erster Versuch zielte auf eine Verbesserung des Schiffszwieback ab. Der traditionell fast ausschließlich aus Mehl, Wasser und etwas Fett hergestellte Hartkeks zählt zu den Dauerbackwaren und ist auf Grund seines sehr geringen Wassergehalts wenig anfällig für mikrobiellen Verderb. Als kostengünstiges, gut lager- und transportierfähiges Gebäck wurde und wird er bei den Streitkräften vieler Staaten zur Feldverpflegung eingesetzt. Im 19. Jahrhundert war Schiffszwieback auch ein typisches Nahrungsmittel für Zuwanderer, die mit dem Schiff nach Nordamerika kamen. Schiffszwieback war allerdings auch dafür bekannt, schwer essbar zu sein. Bordens Verbesserungsversuche zielten darauf ab, ihn essbarer zu machen und ihm mehr Inhaltsstoffe zu geben. Bis 1851 hatte Borden einen Schiffszwieback entwickelt, bei dem auf zwei Pfund typischen Hartkeksteig drei Pfund Rindfleisch verarbeitet wurde. Bei der Great Exhibition, der großen Londoner Industrieausstellung im Jahr 1851, wurde Borden dafür mit einem Preis ausgezeichnet. Er versuchte noch in London, die britischen Forschungsreisenden Elisha Kent Kane und John Ross von den Vorzügen seines Produktes zu überzeugen, was letztendlich scheiterte. Die britische Marine versuchte Borden davon zu überzeugen, den Fleischanteil zu verringern. Dem widersetzte sich Borden. Er erhielt zwar ein britisches Patent für die Herstellung der Fleisch-Hartkekse und Florence Nightingale bestellte für das von ihr geleitete britische Militärlazarett in Scutari (Selimiye-Kaserne) 600 Pfund dieser Hartkekse, letztlich konnte sich das Produkt aber nicht durchsetzen. Sein Schiffszwieback hatte seine Lager- und Transportfähigkeit mittlerweile zwar unter den feuchtwarmen Bedingungen Chinas belegt, aber – wie Borden unter anderem durch Mitarbeiter der US-Navy mitgeteilt wurde – wurde der Geschmack des Schiffszwiebacks als widerlich empfunden.

### Kondensmilch

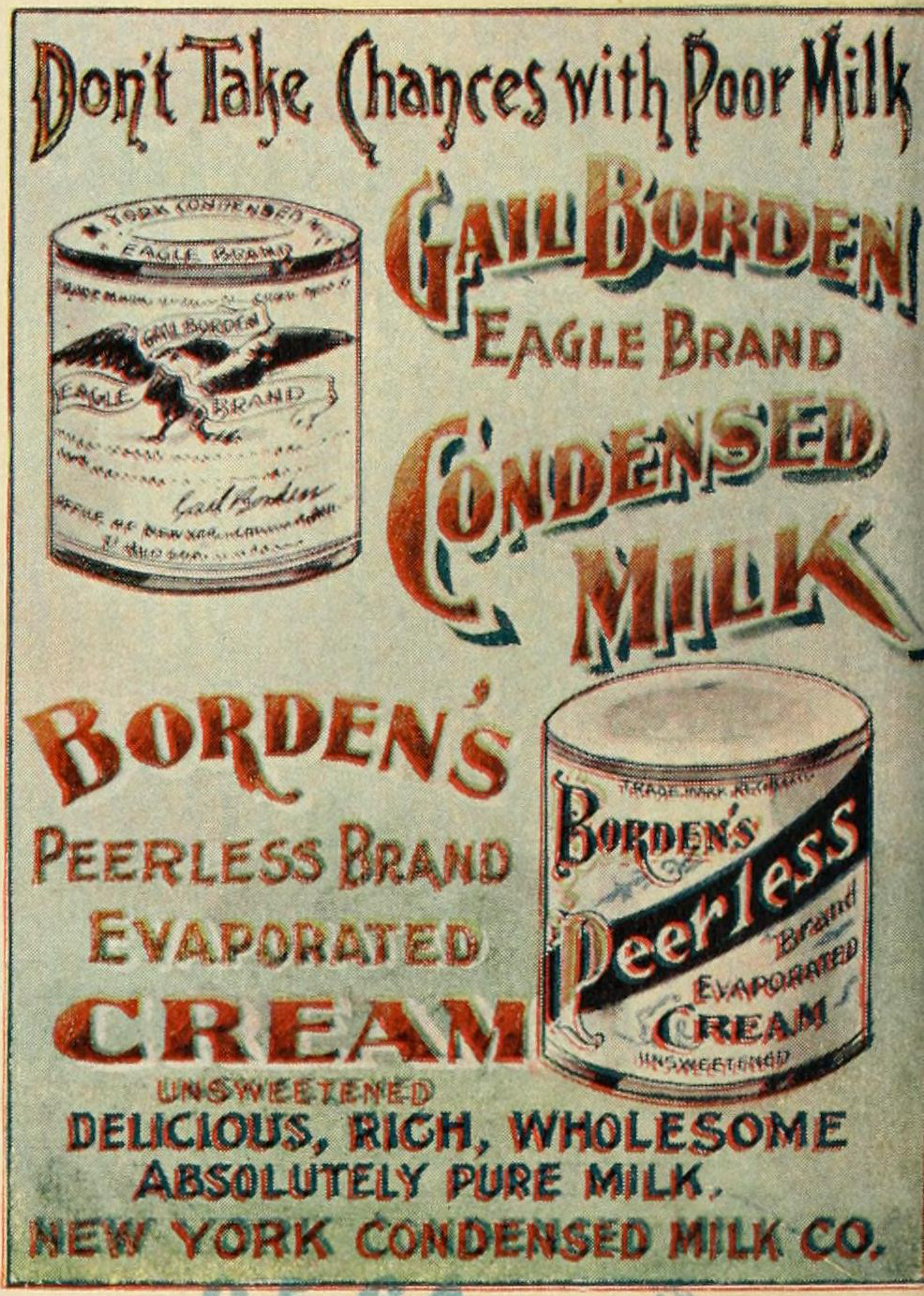
1898: Werbung für Gail Bordens Eagle Brand Condensed Milk in einem Ratgeber für Reisende während des Klondike-Goldrauschs.

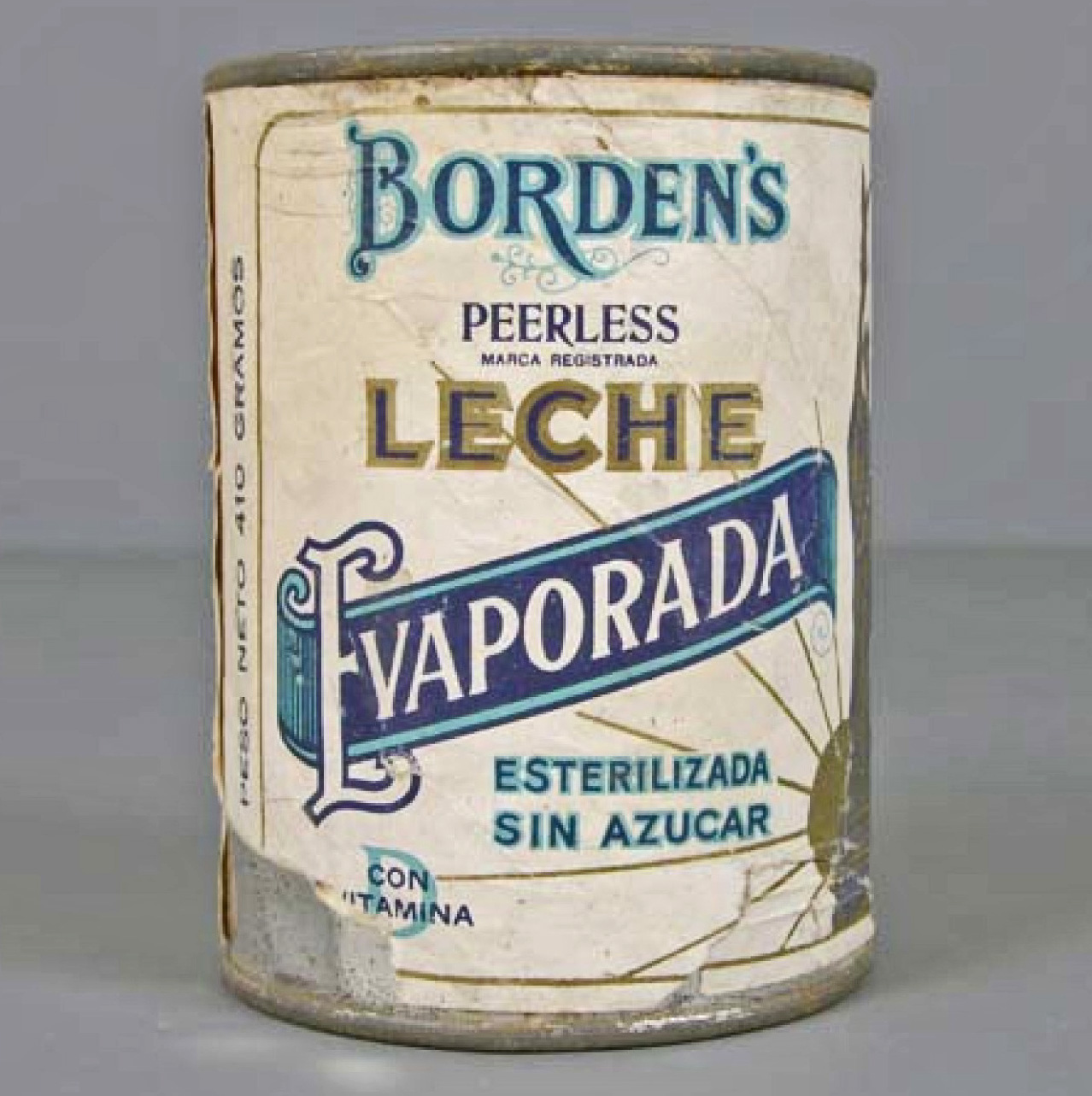
Kondensmilchdose der Firma Borden Milk Products mit spanischsprachiger Beschriftung aus der zweiten Hälfte des 20. Jahrhunderts.

Borden begann sich 1851 parallel zu den Vermarktungsversuchen seines Fleisch-Hartkekses mit der Haltbarmachung von Milch zu befassen. Die frühen, eher hagiografischen Biografien Bordens sehen den Anlass dafür in einer traumatischen Erfahrung während der Überfahrt zwischen Nordamerika und Großbritannien. An Bord des Schiffes, mit dem Borden reiste, wurden Kühe gehalten, deren Milch den mitreisenden Kleinkindern als Nahrung dienen sollte. Die Kühe wurden während der Überfahrt krank und starben schließlich und auch die Kleinkinder überlebten die Überfahrt nicht. Deborah Valenze weist in ihrer Geschichte des Milchkonsums darauf hin, dass sich zu dieser Zeit schon eine Reihe von Personen mit der Haltbarmachung von Milchprodukten auseinandersetzten. Der französische Konditor Nicolas Appert hatte bereits zu Beginn des 19. Jahrhunderts erfolgreich Fleisch, Gemüse und Milch für die Streitkräfte Napoleons in Glasbehältern konserviert. Eisendosen waren dafür bereits 1813 verwendet worden, fanden aber wenig Resonanz, da die Behälter schwer und – mangels des noch nicht erfundenen Dosenöffners – auch nur sehr schwer zu öffnen waren.
Bei seinen eigenen Versuchen ließ sich Borden unter anderem von den Leistungen der Shaker inspirieren, die erfolgreich Obst konservierten. Sie nutzten dabei einen Kochapparat, der ein Vakuum erzeugte und eingekochtes Obst ohne Kühlung für längere Zeit haltbar machte. Louis Pasteurs Arbeiten zur Bedeutung von Mikroorganismen lagen zwar noch in der Zukunft, aber auch ohne diese Grundlage war für Borden erkennbar, dass eingekochte und vakuumierte Milch länger hielt und das simple Hygienemaßnahmen sowie der Zusatz von Zucker zur Haltbarmachung beitrugen. Am 19. August 1856 beantragte er sein Patent zur industriellen Herstellung von Kondensmilch. Seine Arbeiten an der Vermarktung seines Hartkekses mit Fleisch stellte er weitgehend ein.
Die erste Anlage, mit denen Borden im industriellen Maßstab kondensierte Milch produzierte, errichtete er in Connecticut. Das Produkt, das unter der patriotischen Bezeichnung Eagle Brand Milk vermarktet wurde, fand zunächst nur wenig Käufer. Während der Finanzkrise 1857 stand Borden kurz vor der Insolvenz, fand dann aber in dem Eisenbahnmagnaten Jeremiah Milbank einen Investor. Der Durchbruch für das Unternehmen kam 1861 als während des Sezessionskriegs die United States Army erstmals 500 Pfund kondensierte Milch orderte und bald folgten weitere Bestellungen. Die Nachfrage stieg so stark an, dass in der Folge mehrere neue Produktionsanlagen errichtet werden mussten. Der Erfolg war auf den hohen Kaffeekonsum US-amerikanischer Soldaten zurückzuführen. Die tranken ihren Kaffee traditionell mit Milch und Zucker, aber frische Milch war in den von den Verwüstungen des Bürgerkrieges gezeichneten Landstrichen selten zu erhalten.
Von der Front gelangten Bordens Kondensmilchdosen bald auch in Privathaushalte. Deborah Valenze berichtet, dass noch während der Kriegszeit Soldaten Päckchen an ihre Familien zu Hause sendeten, die unter anderem diese Kondensmilchdosen enthielten.  Spätestens mit Ende des Bürgerkriegs und der Rückkehr der Soldaten wurde Kondensmilch aber auch im privaten Haushalten genutzt und sehr schnell als Produkt angenommen. Vor allem in urbanen Regionen war die Versorgung mit frischer Milch schwierig. Regelmäßig kam es zu Skandalen um verdorbene und verschnittene Milch – Kondensmilch schien eine Alternative zur Frischmilchversorgung. Auf Grund dieses Bedarfs entstand auch in anderen Ländern sehr schnell eine Kondensmilchindustrie.

### Andere Produkte
Borden setzte seine Experimente zur Haltbarmachung von Fleisch, Tee, Kaffee und Kakao auch während der Zeit fort, in der sein Unternehmen stark expandierte. 1862 eröffnete er eine Produktionsanlage in Amenia im US-Bundesstaat New York zur Haltbarmachung von Obstsäften wie Apfel- und Traubensaft. Das Patent dafür erhielt er im selben Jahr. Die Produktpalette seines Unternehmens erweiterte sich entsprechend. Wichtigstes Produkt der New York Condensed Milk Company blieb jedoch Kondensmilch.

### Tod
Borden starb 1874 in Borden, einer Stadt im texanischen Colorado County. Seine Leiche wurde nach New York City überführt und auf dem Woodlawn Cemetery beerdigt.

## Nachwirken
- Der texanische Landkreis Borden County ist nach Gail Borden benannt, obwohl Borden diese Region niemals besucht hatte. Die Verwaltungshauptsitz des Landkreises ist nach seinem Vornamen Gail benannt worden.
- Die New York Condensed Milk Company nannte sich ab 1899 Borden Company um ihren Gründer zu ehren. 1940 beschäftigte das Unternehmen 28.000 Mitarbeiter. Die Produktpalette reicht von frischer und kondensierter Milch, über Tierfutter, Medikamente und Vitamine bis zu verschiedenen, auf Sojabohnen basierende Produkten.
- Die öffentliche Bücherei in Elgin, Illinois ist nach Gail Borden benannt. Sie geht auf eine Stiftung zweier Stiefsöhne zurück.

## Einzelbelege
1. ↑  19. August 1856 – Die kondensierte Milch wird patentiert WDR.DE vom 19. August 2011, abgerufen am 10. Juni 2014
2. ↑  Kökény (2004), p. 284.
3. ↑   Deborah Valenze: Milk: A Local and Global History. S. 180
4. ↑  Gottfried Spicher: Verpackung und Lagerung. In: Wilfried Seibel (Hrsg.): Feine Backwaren. 2. Auflage. Behr, Hamburg 2001, ISBN 3-86022-852-8, S. 190.
5. ↑   Deborah Valenze: Milk: A Local and Global History. S. 181.
6. ↑   Deborah Valenze: Milk: A Local and Global History. S. 182.
7. ↑   Deborah Valenze: Milk: A Local and Global History. S. 182.
8. ↑   Deborah Valenze: Milk: A Local and Global History. S. 183.
9. ↑   Deborah Valenze: Milk: A Local and Global History. S. 184.
10. ↑   Deborah Valenze: Milk: A Local and Global History. S. 186.
11. ↑  United States. Patent Office: Commissioner of Patents Annual Report. United States. Patent Office, 1864, S. 466 (google.de).

| Personendaten    | Personendaten                                                               |
| ---------------- | --------------------------------------------------------------------------- |
| NAME             | Borden, Gail                                                                |
| ALTERNATIVNAMEN  | Borden, Gail junior (vollständiger Name)                                    |
| KURZBESCHREIBUNG | US-amerikanischer Landvermesser, Zeitungsverleger, Erfinder und Unternehmer |
| GEBURTSDATUM     | 9. November 1801                                                            |
| GEBURTSORT       | Norwich, New York                                                           |
| STERBEDATUM      | 11. Januar 1874                                                             |
| STERBEORT        | Borden                                                                      |